# San Ildefonso, Ilocos Sur

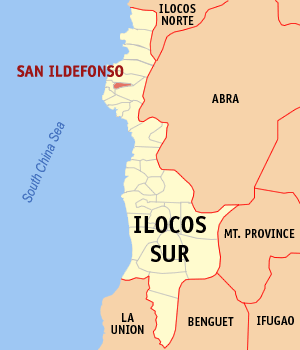
Bản đồ Ilocos Sur với vị trí của San Ildefonso

San Ildefonso là một đô thị hạng 5 ở tỉnh Ilocos Sur, Philippines. Theo điều tra dân số năm 2000, đô thị này có dân số 5.584 người trong 1.127 hộ.

## Các đơn vị hành chính
San Ildefonso được chia ra 15 barangay.
- Arnap
- Bahet
- Belen
- Bungro
- Busiing Sur
- Busiing Norte
- Dongalo
- Gongogong
- Iboy
- Otol-Patac
- Poblacion East
- Poblacion West
- Quinamantirisan
- Sagneb
- Sagsagat